# Temelucha caudata
Temelucha caudata är en stekelart som först beskrevs av Szepligeti 1899.  Temelucha caudata ingår i släktet Temelucha och familjen brokparasitsteklar. Inga underarter finns listade i Catalogue of Life.